# جون كونر
جون كونر (بالإنجليزية: John Conner)‏ هو لاعب كرة قدم بريطاني (وحمل سابقاً جنسية المملكة المتحدة لبريطانيا العظمى وأيرلندا) في مركز الهجوم، ولد في 27 ديسمبر 1896 في غلاسكو في المملكة المتحدة. لعب مع كريستال بالاس وليسبورن ديستليري ونيوبورت كونتي.